# Hovetorps slussar

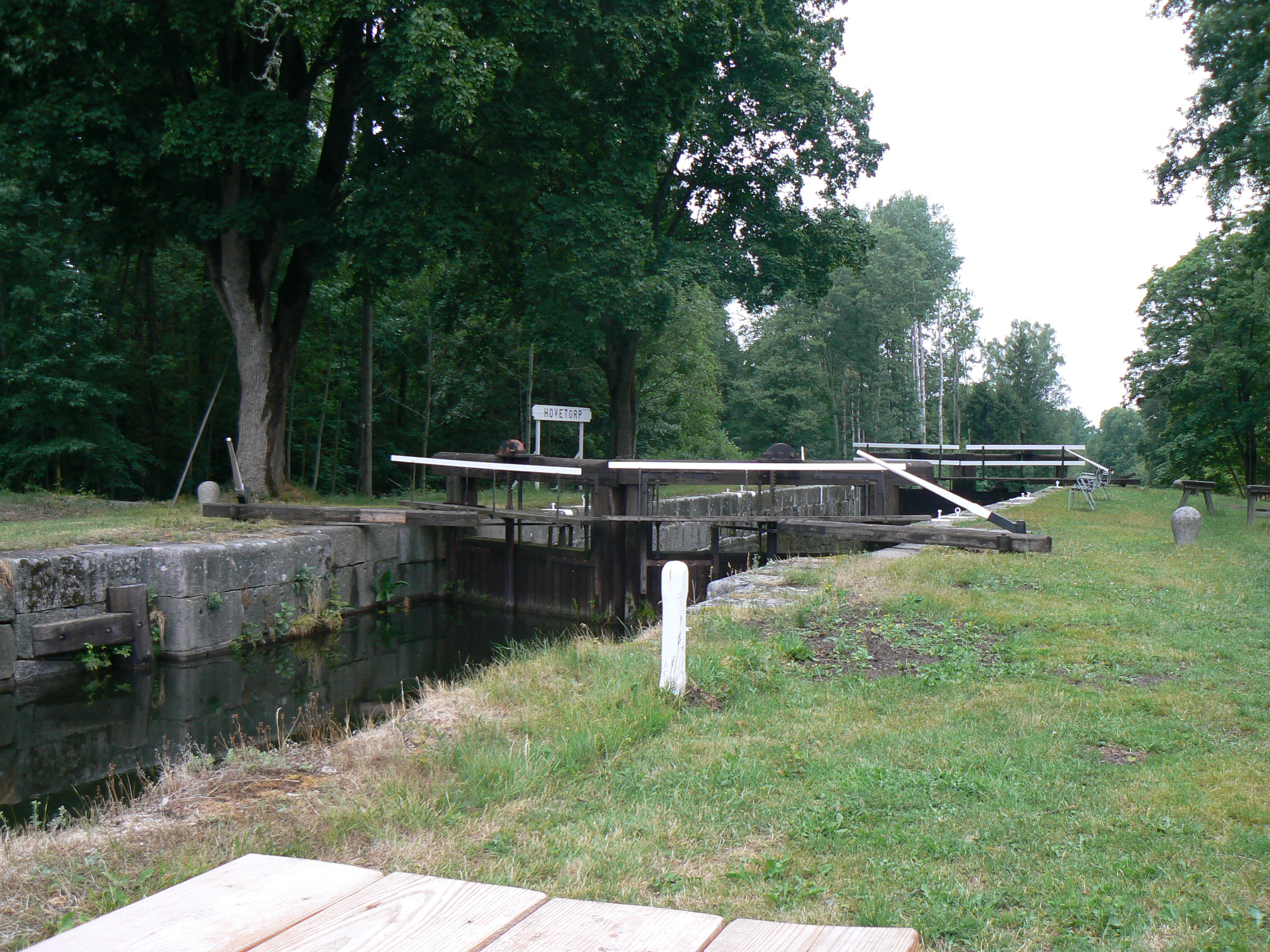
Kinda kanal vid Hovetorp.

Hovetorps slussar är Kinda kanals största slusstrappa med fyra slussar och en total höjdskillnad på 15,8 m. Slussarna är belägna lite drygt 2 km nedströms Stora Rängen och cirka 4 km söder om Sturefors sluss. Intill slusstrappan finns en hamn för fritidsbåtar. I hamnen vid Hovetorps översta sluss håller Hovetorps Båtklubb till.
Nära slussarna finns en bäckravin och ett bestånd av lövträd som anses värdefullt.